# كانغ الفاتح
كانغ الفاتح هو شرير خارق في مارفل كومكس من ابتكار ستان لي وجاك كيربي،ظهرت الشخصية لأول مرة في سبتمبر 1964.